# Brocksjötjärnen
Brocksjötjärnen är en sjö i Strömsunds kommun i Jämtland och ingår i Ångermanälvens huvudavrinningsområde. Sjön har en area på 0,205 kvadratkilometer och ligger 288,1 meter över havet.

## Delavrinningsområde
Brocksjötjärnen ingår i det delavrinningsområde (710593-150701) som SMHI kallar för Mynnar i Brocksjön. Medelhöjden är 297 meter över havet och ytan är 2,18 kvadratkilometer. Det finns ett avrinningsområde uppströms, och räknas det in blir den ackumulerade arean 10,03 kvadratkilometer. Vattendraget som avvattnar avrinningsområdet har biflödesordning 4, vilket innebär att vattnet flödar genom totalt 4 vattendrag innan det når havet efter 208 kilometer. Avrinningsområdet består mestadels av skog (88 procent). Avrinningsområdet har 0,21 kvadratkilometer vattenytor vilket ger det en sjöprocent på 9,5 procent.